# Мочварна мачка
Мочварна мачка (лат. Felis chaus) је врста сисара из породице мачака (Felidae). Насељава делове Египта, Југозападне, средње, јужне и Југоисточне Азије, руског Предкавказја и јужне Кине.

## Распрострањење
Ареал мочварне мачке обухвата већи број држава, углавном у јужној Азији, као и неким деловима југозападне и југоисточне Азије.
Врста има станиште у Индији, Египту, Израелу, Кини, Турској, Пакистану, Ирану, Ираку, Камбоџи, Јордану, Либану, Шри Ланци, Сирији, Русији, Казахстану, Авганистану, Тајланду, Бурми, Лаосу, Вијетнаму, Јерменији, Азербејџану, Грузији, Бангладешу, Бутану, Киргистану, Непалу, Таџикистану, Туркменистану и Узбекистану.

## Станиште
Станишта врсте су шуме, планине, мочварна подручја, саване, травна вегетација, џунгла, екосистеми ниских трава и шумски екосистеми, брдовити предели, речни екосистеми и пустиње.

## Начин живота
Храни се углавном малим глодарима, масе мање од једног килограма. Уз то храни се и птицама, гуштерима, жабама, змијама, рибом и другим животињама.

## Угроженост
Ова врста није угрожена, и наведена је као последња брига јер има широко распрострањење.